# Compeyre
Compeyre é uma comuna francesa na região administrativa de Occitânia, no departamento de Aveyron. Estende-se por uma área de 10,36 km². Em 2010 a comuna tinha 552 habitantes (densidade: 53,3 hab./km²).